# Coronilla valentina
Coronilla valentina — вид квіткових рослин родини бобові (Fabaceae).

## Опис
Це вічнозелений чагарник росте до 80 см в ширину і висоту. Стебла дерев'янисті знизу. Має ароматні, блискучі жовті квіти навесні і влітку, з подальшими стрункими голими стручками з 3-10 насінням.

## Поширення
C. valentina ростуть в Португалії, Іспанії, Гібралтарі, Мальті та Хорватії. Це багаторічний чагарник, що росте в маторалях (спільнота чагарникової рослинності), в основному на вапнякових ґрунтах.